# Tovornjak za prevoz lesa
Tovornjak za prevoz lesa (rusko lesovoz) je velik tovornjak namenjen prevozu lesa (hlodov).Obstaja več tipov: brez prikolice, polpriklopnik ali pa z ločeno prikolico. Nekateri imajo nameščeno dvigalo za nakladanje in razkladanje. 
Nekateri znani proizvajalci so Hayes Truck, Kenworth, Scania, Oshkosh Corporation, Pacific Trucks in Volvo.

## Galerija
- Ameriški Kenworth tovornjak
- Triosni KrAZ-255B
- Sisu tovornjak z dvigalom
- 60 tonski Volvo FH16
- Razkladanje tovornjaka Mitsubishi 8x4
- Naložena prikolica
- Ameriški tovornjak s prikolico v Montatni